# Jaap Stam
Jaap Stam (Kampen, Països Baixos, 17 de juliol de 1972) és un futbolista retirat neerlandès que jugava de defensa. Stam també ha jugat per la selecció neerlandesa.